# Albert von Haller (Bischof)
Albert von Haller (* 18. Juli 1808 in Bern, (Schweiz); † 28. November 1858 in Chur) war römisch-katholischer Geistlicher, Generalvikar und Weihbischof im Bistum Chur.

## Leben
Haller war der Sohn des Berner Ratsherrn Karl Ludwig von Haller (1768–1854) und der Katharina von Wattenwyl, Tochter des David Salomon Ludwig von Wattenwyl, Offizier in holländischen Diensten, Landvogt in Fraubrunnen.
Der Vater, Mitglied der Schweizer Reformierten Kirche, konvertierte im Oktober 1820 heimlich zum Katholizismus. Als dies öffentlich bekannt wurde, verteidigte er sich 1821 in einer viel gelesenen Broschüre. Noch im selben Jahr ging Haller, dessen Stellung im reformierten Bern unhaltbar geworden war, nach Paris, wo er sich als Publizist der ultraroyalistischen Presse betätigte.
Albert folgte ihm nach Paris und konvertierte 1826 ebenfalls. 1829 ging er zum Studium der Theologie an das Collegium Germanicum in Rom, wo er 1835 zum Dr. theol. promovierte. Bereits ein Jahr vorher, am 29. März 1834 wurde er zum Priester geweiht und in den Klerus des Bistums Lausanne-Genf inkardiniert. Zunächst Sekretär der Nuntiatur, wurde er 1839 Pfarrer in Galgenen (Kanton Schwyz), Dekan des Kapitels Ausser-Schwyz und 1855 Mitglied des Domkapitels in Chur. Im gleichen Jahr ernannte ihn Bischof Kaspar de Carl ab Hohenbalken zu seinem Generalvikar. 1856 erhielt er das Bürgerrecht von Lantsch/Lenz.
Um die vielen seelsorgerischen Aufgaben bewältigen zu können, erbat sich 1858 Bischof Kaspar I. von Rom einen Weihbischof und schlug seinen Generalvikar vor. Rom entsprach seinem Wunsch und ernannte Haller am 18. März 1858 zum Weihbischof in Chur und Titularbischof von Carrhae. Der Bischof von Basel, Karl Arnold-Obrist, konsekrierte ihn am 29. Juni 1858 in der Stiftskirche der Benediktinerabtei Einsiedeln.
Weihbischof Albert von Haller verstarb noch im gleichen Jahr am 28. November und wurde neben der Kathedrale St. Mariä Himmelfahrt in Chur beigesetzt.